# Цвелих Валентин Валентинович
Валентин Валентинович Цвелих (нар. 3 травня 1979, Кременчук, Полтавська область, УРСР) — український футболіст, футзаліст та тренер, виступав на позиції нападника.

## Кар'єра гравця
Вихованець запорізького «Металурга». Дорослу кар'єру розпочав 1998 року в футзальному клубі КРАЗ (Кременчук). У сезоні 2000/01 років виступав в оренді за футзальний клуб «Укрсплав» (Донецьк). Влітку 2002 року повернувся до кременчуцького клубу, який змінив назву на «Політехнік».
Влітку 2003 року перейшов до «Урагану», який виступав у першій футзальній лізі. Разом із командою в перший же сезон здобув золоті нагороди першості та підвищився у класі. У прем'єрному сезоні 2004/05 «Ураган» став найкращим дебютантом вищолігової першості, зумівши фінішувати на п'ятому місці, а Валентин Цвелих став найкращим бомбардиром чемпіонату України, забивши в 26 матчах 44 голи. Загалом за два сезони провів за «драконів» 48 ігор у всіх турнірах, в яких відзначився 52 влучними ударами.
У 2005 році перебрався до лав донецького «Шахтаря», за який відіграв один сезон (31 гра - 9 голів). У складі «гірників» став чемпіоном України, володарем Кубка та Суперкубка України. На початку сезону 2006/07 повернувся до івано-франківського «Урагану», за який відіграв 13 матчів і забив 10 м'ячів. У січні 2007 року відправився до луганського ЛТК, за який пограв півтора року. У сезоні 2007/08 у складі луганців вдруге виграв снайперську гонку у Вищій лізі, забивши 32 гола у 23 матчах чемпіонату. Загалом провів за «телефоністів» 44 гри в еліті українського футзалу, в яких відзначився 41 влучним ударом.
У 2009 році втретє за кар'єру переходить в «Ураган», де упродовж трьох сезонів знову не збавляв оберти і регулярно вражав ворота суперників. У сезоні 2009/10 втретє став кращим бомбардиром турніру (34 м'ячі в 31 матчі). Також у футболці «Урагана» здобув Кубок і Суперкубок України у 2011 році. Загалом провів за івано-франківську команду 196 матчів у всіх турнірах, в яких забив 191 гол. За цим показником Валентин Цвелих став кращим бомбардиром «Урагана» в історії і впевнено утримує лідерство і наразі.
У 2012 році прийняв запрошення від кременчуцького «Лукаса», де почав поєднувати ігрову кар'єру із тренерською. Здобувши із криворізцями друге місце в другій футзальній лізі, вивів команду до першої. У сезоні 2013/14 став бронзовим призером першої ліги і вперше в короткій історії вивів «Лукас» до еліти українського футзалу. Після розформування клубу в 2015 році перебрався в білоруський «Дорожнік» (15 матчів — 1 гол). У 2016 році приєднався до першолігового «Делівері» із Одеси (10 матчів — 2 голи).
У сезоні 2017/18 років виступав у Кубку України за світловодський колектив «Королівський Смак», у складі якого у 39-річному віці вчетверте у кар'єрі став кращим бомбардиром Кубка України — 9 голів в 6 матчах.

## Кар'єра тренера
У червні 2012 року призначений на посаду головного тренера кременчуцького «Лукаса», в якому також виходив на паркет як футзаліст.

## Досягнення

### Як гравця
МФК «Шахтар» (Донецьк)
- Екстра-Ліга
  -  Чемпіон (1): 2005/06

- Кубок України
  -  Володар (1): 2005/06

- Суперкубок України
  -  Володар (1): 2006

- Кубок УЄФА
  - 1/2 фіналу (1): 2005/06

«Ураган» (Івано-Франківськ)
- Кубок України
  -  Володар (1): 2010/11

- Суперкубок України
  -  Володар (1): 2011

### Індивідуальні
- Найкращий бомбардир вищої ліги (3): 2004/05 (44 м'ячі),  2007/08 (32 м'ячі), 2009/10 (34 м'ячі)
- Найкращий бомбардир Кубку України (4): 2000/01 (6 м'ячів),  2009/10 (7 м'ячів), 2012/13 (6 м'ячів), 2018/19 (9 м'ячів)
- У списку 15 найкращих гравців чемпіонату України (1): 2004/05

### Відзнаки
- Майстер спорту України
- Член клубу Олександра Яценка: 362 м'ячі